# Scott Benza
Scott Benza (10 de abril de 1974) é um supervisor de efeitos visuais estadunidense. Foi indicado ao Oscar de melhores efeitos visuais na edição de 2018 por Kong: Skull Island.